# 1817 w muzyce
Wydarzenia muzyczne w 1817 roku.

## Wydarzenia
- 4 stycznia – w Rzymie odbyła się premiera „Canone finito a 4” Giacoma Meyerbeera[1][2]
- 12 stycznia – w przebudowanym po pożarze neapolitańskim Teatro San Carlo miała miejsce premiera „Il sogno di Partenope” Simona Mayra[1][2]
- 25 stycznia – w rzymskim Teatro Valle miała miejsca premiera opery Kopciuszek Gioacchina Rossiniego[1][2]
- 27 stycznia – w paryskim Théâtre Feydeau miała miejsce premiera opery Les Rosières Ferdinanda Hérolda[1][2]
- 31 stycznia – w wiedeńskim Theater an der Wien miała miejsce premiera „Die Anhfrau” S 105 Johanna Nepomuka Hummla[1][2]
- 22 marca – w neapolitańskim Teatro San Carlo miała miejsce premiera opery Mennone e Zemira Simona Mayra[1][2]
- 14 kwietnia – w drezdeńskim Hoftheater miała miejsce premiera „König Yngard” J.214 Carla von Webera[1][2]
- 2 maja – w Bergamo w Scuola Musicale miała miejsce premiera kantaty „Arianna e Bacco” Simona Mayra[1][2]
- 14 maja – Antonio Salieri zostaje mianowany pierwszym dyrektorem nowej wiedeńskiej Singakademii[1][2]
- 31 maja – w mediolańskiej La Scali miała miejsce premiera opery Sroka złodziejka Gioacchina Rossiniego[1][2]
- 19 lipca – w Padwie w Teatro Nuovo miała miejsce premiera opery Romilda e Costanza Giacoma Meyerbeera[1][2]
- 18 września – w drezdeńskim Hoftheater miała miejsce premiera „Die Ahnfrau” J.Anh.65 Carla von Webera[1][2]
- 18 października – w paryskim Théâtre Feydeau miała miejsce premiera opery La clochette ou Le diable page Ferdinanda Hérolda[1][2]
- 29 października – w Dreźnie odbyła się premiera kantaty „L’accoglienza” J.221 Carla von Webera[1][2]
- 11 listopada – w neapolitańskim Teatro San Carlo miała miejsce premiera opery Armida Gioacchina Rossiniego[1][2]
- 26 grudnia – w weneckim Teatro La Fenice miała miejsce premiera opery Lanassa Simona Mayra[1][2]
- 27 grudnia – w rzymskim Teatro Argentina miała miejsce premiera opery Adelajda z Burgundii Gioacchina Rossiniego[1][2]

## Urodzili się
- 22 lutego – Niels Wilhelm Gade, duński kompozytor, dyrygent, skrzypek, organista i pedagog muzyczny (zm. 1890)
- 27 lutego – Józef Kazimierz Piotrowski, polski kompozytor i organista (zm. 1873)
- 24 marca – Aimé Maillart, francuski kompozytor operowy (zm. 1871)
- 25 kwietnia – Édouard-Léon Scott de Martinville, francuski zecer i księgarz, twórca fonautografu (zm. 1879)
- 18 maja – Marcelina Czartoryska, polska pianistka, działaczka społeczna i mecenas muzyki (zm. 1894)
- 31 maja – Édouard Deldevez, francuski kompozytor i dyrygent (zm. 1897)
- 13 czerwca – Antonio de Torres Jurado, hiszpański gitarzysta i lutnik (zm. 1892)
- 5 października – Alois Taux, niemiecko-austriacki muzyk, dyrygent i kompozytor oraz pierwszy dyrektor Mozarteum w Salzburgu (zm. 1861)
- 27 października – Antoni Kątski, polski pianista i kompozytor (zm. 1899)
- 12 listopada
  - Gustav Nottebohm, niemiecki muzykolog i kompozytor (zm. 1882)
  - Carlo Pedrotti, włoski dyrygent i kompozytor (zm. 1893)
- 13 listopada
  - Louis James Alfred Lefébure-Wély – francuski organista i kompozytor (zm. 1869)
  - Henry Brinley Richards, walijski kompozytor (zm. 1885)
- 19 grudnia – Charles Dancla, francuski skrzypek, kompozytor i pedagog (zm. 1907)

Data dzienna nieznana
- Franciszka Nimfa von Gaschin-Rosenberg, polska pianistka, kompozytorka i filantropka (zm. 1879)

## Zmarli
- 14 stycznia – Pierre-Alexandre Monsigny, francuski kompozytor operowy (ur. 1729)
- 28 stycznia – Friedrich Ludwig Æmilius Kunzen, niemiecki kompozytor (ur. 1761)
- 9 lutego – Franz Tausch, niemiecki kompozytor i klarnecista (ur. 1762)
- 23 lutego – Bazyli Bohdanowicz, polski kompozytor i skrzypek (ur. 1740)
- 24 sierpnia – Nancy Storace, angielska śpiewaczka operowa (sopran) (ur. 1765)
- 12 października – Johann Franz Xaver Sterkel, niemiecki kompozytor, pianista i organista, ksiądz katolicki (ur. 1750)
- 18 października – Étienne Méhul, francuski kompozytor klasyczny (ur. 1763)
- 1 grudnia – Justin Heinrich Knecht, niemiecki kompozytor, organista i teoretyk muzyki (ur. 1752)
- 3 grudnia – August Eberhard Müller, niemiecki kompozytor, organista, flecista i pedagog (ur. 1767)

## Muzyka poważna
- 2 stycznia – ukazuje się pierwszy numer wiedeńskiego pisma „Allgemeine musikalische Zeitung”[1][2]
- 3 stycznia – w wiedeńskim „Wiener Zeitung” opublikowano „The Pretty Polly”, op.75 Johanna Nepomuka Hummla[1][2]
- 1 marca – „Gradus ad Parnassum”, op.44 jest publikowany równocześnie w Londynie, Paryżu i Lipsku[1][2]
- 11 czerwca – w wiedeńskim „Wiener Zeitung”opublikowano „Variations sur un theme original”, op.76 Johanna Nepomuka Hummla[1][2]